# Ayami Kojima
Ayami Kojima es una ilustradora japonesa conocida especialmente por sus trabajos como diseñadora de personajes para la saga de videojuegos Castlevania de Konami. 
Kojima también trabajó en ilustraciones para novelas de terror, fantasía y demás videojuegos.

## Inicio
Su fama fue producto de su trabajo como Ilustradora de personajes para el Castlevania: Symphony of the Night (Konami, 1997) Kojima, junto con Koji Igarashi (Director y Productor) y Michiru Yamane (compositora de la banda sonora) llevaron a este juego a considerarse como uno de los mejores de toda la Franquicia. Dada la buena recepción de su trabajo ante la crítica, siguió trabajando para las siguientes entregas de la Saga de Castlevania hasta el año 2007 con su último trabajo para el Castlevania: The Dracula X Chronicles (Konami, 2007).

## Trabajos notables

### Videojuegos
- Castlevania: Symphony of the Night (Konami, 1997)
- Söldnerschild (Koei, 1998)
- Castlevania Chronicles (Konami, 2001 re-release)
- Castlevania: Harmony of Dissonance (Konami, 2002)
- Castlevania: Aria of Sorrow (Konami, 2003)
- Castlevania: Lament of Innocence (Konami, 2003)
- Castlevania: Curse of Darkness (Konami, 2005)
- Castlevania: The Dracula X Chronicles (Konami, 2007)
- Samurai Warriors 3 Artbook (Koei, 2009)
- Castlevania: Harmony of Despair (Konami, 2010)
- Dynasty Warriors 7 Artbook (Koei, 2011)
- Bloodstained: Ritual of the Night Artwork Packaging (Inti Creates, 2018)

### Art books
- Santa Lilio Sangre (2010) (ISBN 4-87031-923-3)